# 埃利惠特尼 (北卡羅萊納州)
埃利惠特尼（英語：Eli Whitney）是位於美國北卡羅萊納州阿拉曼斯縣的非建制地區。

## 地理
埃利惠特尼所處的海拔為高於海平面158米（即518英呎），而該地所採用的時區為UTC-5，即北美东部时区（EST）。同時該地設有夏令時間，為UTC-5調快一小時，即UTC-4（EDT）。